# Bas (poeta iàmbic)
Bas, en llatí Bassus, fou un poeta romà que formà part del cercle més proper a Ovidi.
Fou cèlebre pels seus versos iàmbics, i Ovidi diu d'ell: Ponticus heroo, Bassus quoque clarus iambo. Però ni Quintilià ni cap altre autor romà no en parlen. Podria ser el Bassus del que parla Properci amb molta familiaritat. Es creu que, degut a l'amistat que l'unia amb Ovidi, hagués exagerat la seva fama i els seus mèrits. Osann, a partir d'u comentari de l'obra De Orthographia de Luci Cecili Minucià Appuleu pensava que el nom correcte era Battus i no Bassus, però segurament no és cert.